# 波斯特角
65°5′S 64°1′W / 65.083°S 64.017°W
波斯特角（英語：Poste Point）是南極洲的海岬，位於威廉群島的布斯島西部，該海岬由法國探險隊繪入地圖，以探險船的司爐命名，現時由南極條約體系管理。